# Levittown (Pennsylvania)
Levittown is een plaats (census-designated place) in de Amerikaanse staat Pennsylvania, en valt bestuurlijk gezien onder Bucks County.

## Demografie
Bij de volkstelling in 2000 werd het aantal inwoners vastgesteld op 53.966.

## Geografie
Volgens het United States Census Bureau beslaat de plaats een oppervlakte van 26,5 km², waarvan 26,3 km² land en 0,2 km² water.

## Plaatsen in de nabije omgeving
De onderstaande figuur toont nabijgelegen plaatsen in een straal van 8 km rond Levittown.